# (11066) Сигурд
(11066) Сигурд (др.-сканд. Sigurðr) — околоземный астероид из группы аполлонов, который характеризуется вытянутой орбитой, из-за чего, в процессе своего движения вокруг Солнца, он пересекает не только орбиту Земли, но и Марса. Астероид был открыт 9 февраля 1992 года американскими астрономами Кэролин и Юджин Шумейкер в Паломарской обсерватории и назван в честь Сигурда, одного из важнейших героев германо-скандинавской мифологии.

Орбита астероида Сигурд и его положение в Солнечной системе
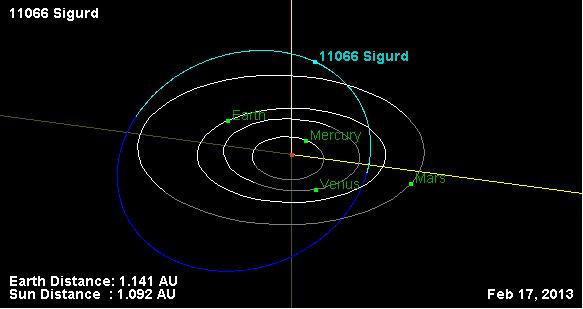
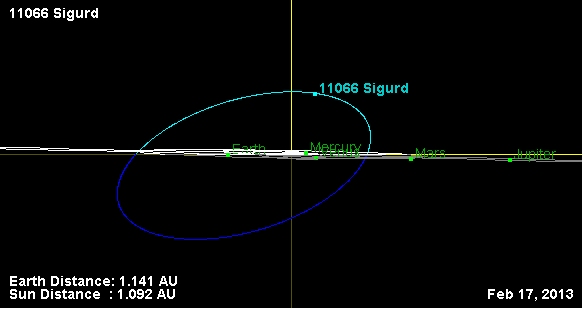
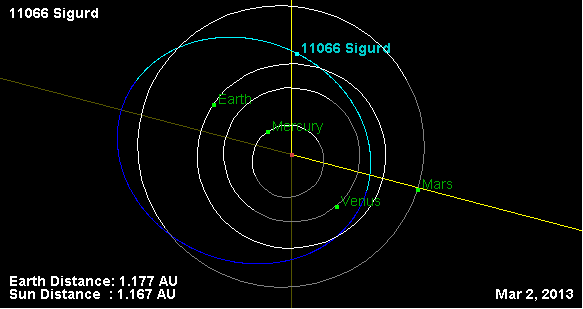